# All The Stuff (And More!) Volume 1
All the Stuff (And More) Volume One es un álbum recopilatorio de Ramones. Este incluye sus primeros dos álbumes, Ramones y Leave Home, con la excepción de "Carbona Not Glue", una canción que había sido lanzada en Leave Home pero se retiró más tarde del álbum debido a la presión de la compañía Carbona y fue remplazada por "Sheena Is a Punk Rocker". También incluye algunos bonus tracks de diversos orígenes como "I Don't Wanna Be Learned/I Don't Wanna Be Tamed" y "I Can't Be", que eran demos inéditos, "Babysitter", es el lado b del sencillo "Do You Wanna Dance?" que también fue el primer reemplazo de "Carbona Not Glue" en Leave Home; y las dos pistas finales "California Sun" y "I Don't Wanna Walk Around With You", son grabaciones en vivo registrados en The Roxy de Los Ángeles, California los cuales respectivamente fueron lanzados como lados B de "I Wanna Be Your Boyfriend" y "I Remember You" en 1976.

## Lista de canciones
Todas las canciones escritas por los Ramones excepto donde lo indica.
1. "Blitzkrieg Bop" (Tommy Ramone) – 2:12
2. "Beat on the Brat" (Joey Ramone) – 2:31
3. "Judy Is a Punk" (Dee Dee Ramone, Joey Ramone) – 1:30
4. "I Wanna Be Your Boyfriend" (Tommy Ramone) – 2:15
5. "Chain Saw" (Joey Ramone) – 1:55
6. "Now I Wanna Sniff Some Glue" (Dee Dee Ramone) – 1:35
7. "I Don't Wanna Go Down to the Basement" (Dee Dee Ramone / Johnny Ramone) – 3:37
8. "Loudmouth" (Dee Dee Ramone / Johnny Ramone) – 2:14
9. "Havana Affair" (Dee Dee Ramone / Johnny Ramone) – 1:56
10. "Listen to My Heart" – 1:57
11. "53rd & 3rd" (Dee Dee Ramone) – 2:21
12. "Let's Dance" (Jimmy Lee) – 1:52
13. "I Don't Wanna Walk Around With You" (Dee Dee Ramone) – 1:43
14. "Today Your Love, Tomorrow the World" (Dee Dee Ramone) – 2:10
15. "I Don't Wanna Be Learned / I Don't Wanna Be Tamed" (Joey Ramone)  – 1:03
16. "I Can't Be" (Joey Ramone) – 1:51
17. "Glad to See You Go" (lyrics by Dee Dee Ramone, music by Joey Ramone) – 2:10
18. "Gimme Gimme Shock Treatment" (Dee Dee Ramone, Johnny Ramone) – 1:38
19. "I Remember You" (Joey Ramone) – 2:15
20. "Oh Oh I Love Her So" (Joey Ramone) – 2:03
21. "Sheena Is a Punk Rocker" (Joey Ramone) – 2:44
22. "Suzy Is a Headbanger" – 2:08
23. "Pinhead" (Dee Dee Ramone) – 2:42
24. "Now I Wanna Be a Good Boy" (Dee Dee Ramone) – 2:10
25. "Swallow My Pride" (Joey Ramone) – 2:03
26. "What's Your Game" (Joey Ramone) – 2:33
27. "California Sun" (Henry Glover, Morris Levy) – 1:58
28. "Commando" (Dee Dee Ramone) – 1:51
29. "You're Gonna Kill That Girl" (Joey Ramone) – 2:36
30. "You Should Never Have Opened That Door" (Dee Dee Ramone, Johnny Ramone) – 1:54
31. "Babysitter" (Joey Ramone) – 2:45
32. "California Sun" (Henry Glover / Morris Levy) – 1:45
33. "I Don't Wanna Walk Around With You" (Dee Dee Ramone) – 1:35